# サッカーエチオピア女子代表
サッカーエチオピア女子代表（サッカーエチオピアじょしだいひょう）は、エチオピアサッカー連盟(英語: Ethiopian Football Federation, 略称：EFF)によって編成されるエチオピアの女子サッカーナショナルチームである。アフリカサッカー連盟(CAF)に所属している。2002年に代表チームが結成され、アフリカの女子サッカー選手権であるアフリカ女子選手権に出場している。
女子ワールドカップ、オリンピックともに出場はない。

## ワールドカップの成績
（代表結成後のみ表記）
- 2003 - 予選敗退
- 2007 - 不参加
- 2011 - 予選敗退

## オリンピックの成績
（代表結成後のみ表記）
- 2004 - 不参加
- 2008 - 予選中に辞退
- 2012 - 予選敗退

## アフリカ女子選手権の成績
| 開催年 | 結果               | 試合     | 勝利     | 引分     | 敗戦     | 得点     | 失点     |
| ------ | ------------------ | -------- | -------- | -------- | -------- | -------- | -------- |
| 1991   | 不参加             | 不参加   | 不参加   | 不参加   | 不参加   | 不参加   | 不参加   |
| 1995   | 不参加             | 不参加   | 不参加   | 不参加   | 不参加   | 不参加   | 不参加   |
| 1998   | 不参加             | 不参加   | 不参加   | 不参加   | 不参加   | 不参加   | 不参加   |
| 2000   | 予選敗退           | 予選敗退 | 予選敗退 | 予選敗退 | 予選敗退 | 予選敗退 | 予選敗退 |
| 2002   | グループリーグ敗退 | 3        | 0        | 1        | 2        | 2        | 8        |
| 2004   | 4位                | 5        | 1        | 2        | 2        | 4        | 8        |
| 2006   | 不参加             | 不参加   | 不参加   | 不参加   | 不参加   | 不参加   | 不参加   |
| 2008   | 不参加             | 不参加   | 不参加   | 不参加   | 不参加   | 不参加   | 不参加   |
| 2010   | 予選敗退           | 予選敗退 | 予選敗退 | 予選敗退 | 予選敗退 | 予選敗退 | 予選敗退 |
| 2012   | グループリーグ敗退 | 3        | 0        | 1        | 2        | 0        | 8        |
| 2014   | 予選敗退           | 予選敗退 | 予選敗退 | 予選敗退 | 予選敗退 | 予選敗退 | 予選敗退 |
| 2016   | 予選敗退           | 予選敗退 | 予選敗退 | 予選敗退 | 予選敗退 | 予選敗退 | 予選敗退 |
| 合計   | 3/12               | 11       | 1        | 4        | 6        | 6        | 24       |

## FIFAランキング
- 初登場 - 77位(2003年7月)
- 最高順位 - 77位(2003年7月)
- 最低順位 - 116位(2007年3月)